# 미확인비행체

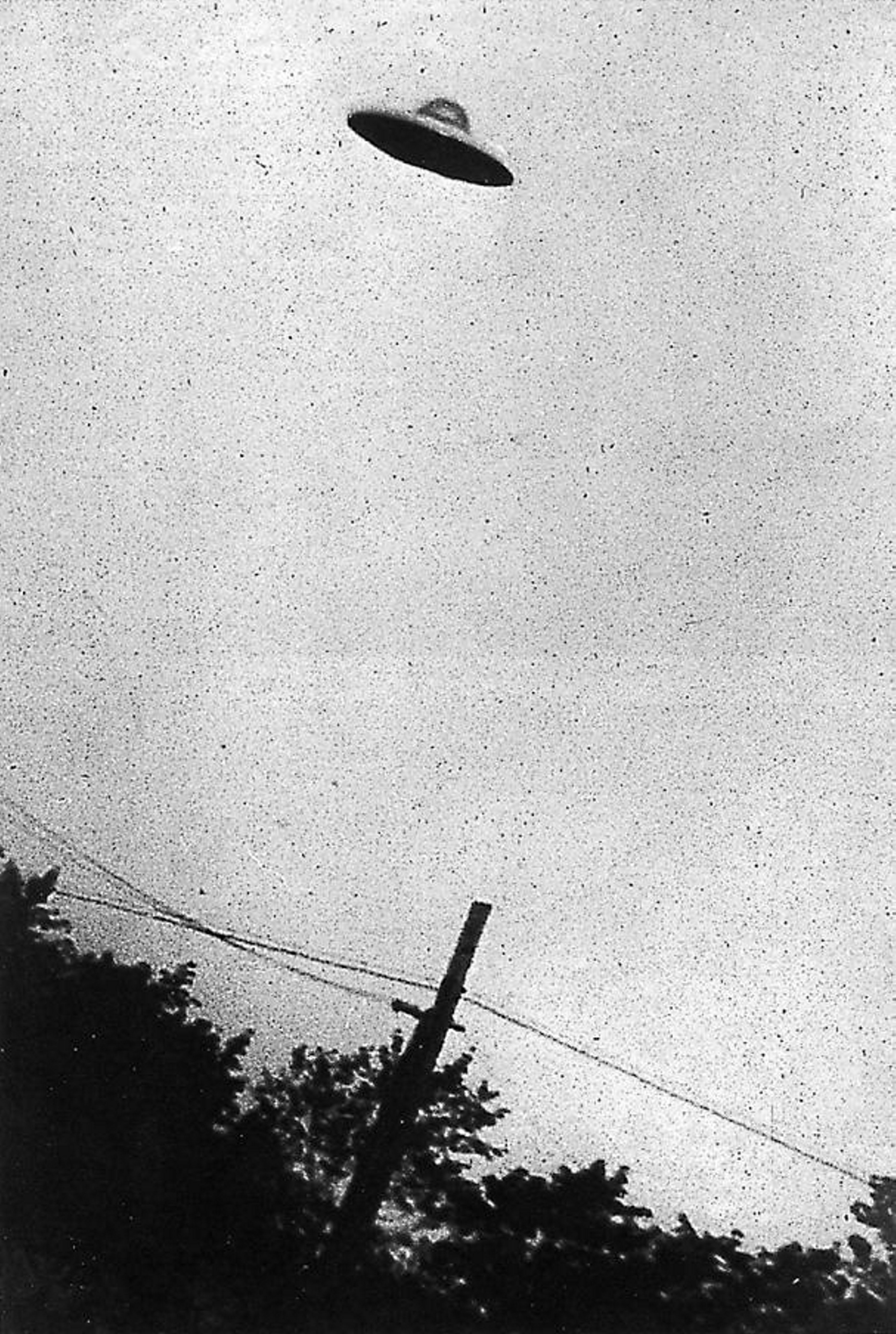
1952년 7월 31일 미합중국 뉴저지주 하늘에서 발견된 미확인비행체의 모습.

미확인비행체(未確認飛行體, 영어: Unidentified Flying Object, UFO 혹은 영어: Unidentified Anomalous Phenomena, UAP)는 통상적인 판단 기준(standard criteria)으로 식별할 수 없는 정체불명의 비행 물체 또는 확인된 식별자가 없는 비행 물체이다. 하지만 거의 대부분의 미확인비행체는 나중에 평범한 물체 또는 현상으로 밝혀진다. 이 용어는 외계 우주선(Extraterrestrial Spacecraft)에 대한 목격담에 널리 등장한다. 블루북(미국의 미확인비행체 연구 단체, 하지만 직접적으로 연구하지 않고 미합중국 정부의 연구 결과를 바탕으로 몇몇 사실만 가져와 알려 왔던 것으로 알려져 있다.)은 약 10년 동안 조사한 결과 실제인 미확인비행체의 개수가 상당하다고 밝혔다. 미합중국의 미확인비행체의 연구는 1940년대부터 시작되었으며, 현재 공개되지 않은 기술로는 미확인비행체 반중력, 레이저 등이 있다. 주로 우주에서 왔다는 추측담이 있으며 실제로 목격한 사람도 상당수이다.

## 용어
UFO가 처음 발견된 시기는 알려져 있지 않다. 고대 이집트 문서에서부터 중세 벽화 등에 UFO가 등장한다고 주장하기도 하나, 진위를 파악하기에는 자료적 근거가 빈약하다. UFO를 목격한 유의미한 사건들은 대체로 2차 세계대전 이후에 등장하였다. 그러한 비행체의 운동 원리나 내부 구조 등에 대해서는 알려진 바가 존재하지 않고, 초자연현상으로 분류되고 있다.
UFO는 처음에 비행 접시라는 이름으로 1953년 도널드 E.키호(Donald E. Keyhoe)에 의해 처음으로 사용이 되었고, 미 공군 조사단장인 에드워드 J. 러펠트(Edward J. Ruppelt)가 처음으로 UFO, 미확인 비행물체라는 이름을 사용하게 되었다. 이외의 용어로써는 ‘날아다니는 팬케이크’, ‘알 수 없는 날아다니는 디스크’, ‘확인불가한 비행 물체’ 등 다양하게 사용되었다.
초기에 비행 접시로 알려졌던 이러한 알 수 없는 비행체를 UFO라고 처음으로 명명하는 데 계기가 된 사람은 케네스 아놀드(Kenneth Arnold)이다. 그는 1947년 6월 24일 미국 워싱턴주 레이니어 국립공원 상공을 비행하다 9대의 알 수 없는 비행물체를 목격하고, 이러한 목격담은 기자들에 의해 ‘비행접시’라는 이름으로 보도되었다. 이러한 문제에 대해 공군이 조사에 착수하면서 비로소 UFO, 미확인 비행물체라는 용어를 사용하게 되었다. UFO라는 이름이 관련 내용을 담은 공중매체로 인해 외계인의 우주선이라는 용도의 단어로 사용되다 보니, 국립항공보고센터(NARCAP)의 일부 과학자들은 이를 미확인 공중 현상(UAP)라고 칭하는 것을 제안하기도 한다.

## UFO 목격
UFO의 출현은 특정 시기에 특정 지역에 집중된다는 통계적인 추정이 있다.

### 초기 괴비행물체의 목격
- 푸 파이터즈(Foo-fighters)

제2차 세계대전 중, 연합국 측과 일본, 독일 측의 비행사들이 지름이 수 인치에서 수 피트에 달하는 이상한 구형 또는 원반형 물체를 목격했다는 보고가 자주 있었다. 증언에 따르면 푸 파이터즈는 비행기의 날개 끝에서 기체 앞뒤로 왔다갔다 했고, 오렌지색이나 빨간색, 흰색의 빛을 발하거나 깜박거렸다. 하지만 레이더에는 잡히지 않았으며, 속도는 시속 300km에서 800km에 달하는 것으로 추정되었다. 하지만 푸 파이터즈는 정식으로 UFO라고 불리지는 않는다.
- 유령 로켓(Ghost Rocket)

제2차 세계대전 이후, 1946~1948년에 스칸디나비아반도를 중심으로 소위 유령 로켓이라는 불꽃을 내뿜는 꼬리를 단 기이한 비행물체가 목격되었다. 특히 1946년 스웨덴 상공에는 1천여 번 이상 출몰하였다. 영국의 런던 데일리 메일지는 스웨덴과 덴마크에 특파원을 파견했으며, 특파원은 유령 로켓들이 시가형이고, 꼬리에서 오렌지나 녹색의 불꽃을 뿜고 있었고, 대략 300미터에서 1000미터 고도에서 비행기와 유사한 속도로 날아다닌다고 전했다. 반면 영국 공군 참모본부 정보책임자인 리차드 존스 교수는 이 유령 로켓들이 대기원 진입 초기의 매우 밝은 유성들이라고 결론지었다. 위와 사실상 마찬가지로 유령 로켓도 정식으로 UFO라고 불리지는 않는다.

### 시기별 주요 UFO 사건
- 케네스 아놀드(Kenneth Arnold)와 비행접시(Flying Saucer)

1947년 6월 24일, 미국 워싱턴주 레이니어 국립공원 상공을 비행하고 있던 케네스 아놀드는 9대의 이상한 비행물체를 목격했다. 그는 지상 근무요원에서 자신의 목격을 이야기했고 곧 많은 기자들이 이를 신문에 실었다. 그리고 이 사건은 미국 전역으로 퍼져나갔다. 케네스 아놀드는 기자회견에서 자신이 목격한 물체가 ‘수면을 튀어가는 접시’ 같았다고 했으며, 이 말이 AP통신의 한 기자에 의해 '비행접시'라고 널리 보도되었다. 미 공군은 이 사건을 조사하기 시작하면서 UFO라는 용어를 사용했다. 이 사건이 UFO 목격의 시작이라고 볼 수 있다.
- 로즈웰 UFO 소동

1947년 7월 8일, 로즈웰 데일리 레코드지에 비행접시가 로즈웰 근교의 한 목장에 추락했고 그 잔해를 미 공군이 회수했다는 내용의 기사가 보도되었다. 이 기사는 세계 각국에 배포되면서 화제를 불러일으켰다. 하지만 곧 미 군부는 이것이 오보였고 추락 물체가 기상관측 기구라고 증언했다. 그런데 나중에 미 군부의 어느 장교가 사실은 추락 물체의 잔해가 기상관측 기구의 잔해로 바꿔치기 되었다고 주장했고 사건은 더 이상 진전되지 못했다.
- 프랑스 방데(Vendėe) 지구의 UFO

1954년 9월 14일, 파리에서 남서쪽으로 2백 50마일 정도 떨어진 방데 지구에서 대여섯 마을 주민 수백명에 의해 대낮에 UFO가 목격되었다. 그들의 증언에 따르면 갑자기 두꺼운 구름층이 밀려오더니 그곳에서 시가형의 밝게 빛나는 보랏빛 안개 덩어리가 수평상태로 튀어나왔고, 움직일 때마다 마치 안개에 둘러싸인 커다란 기계처럼 흐트러짐없이 전체가 한꺼번에 움직였다. 이와 동시에 1954년 10월까지 프랑스에서는 UFO목격 소동이 계속되었고, 증언된 UFO 사이의 많은 공통점들이 발견되었다.
- 소코로 사건

1964년 4월 말, 과속 차량을 쫓던 경관 로니 자모라(Lonnie Zamora)는 뉴멕시코주 소코로 마을 외곽의 고속도로에서 땅에 착륙해 있는 UFO를 목격했다. 그것은 계란 모양의 우주선이었고 그 옆에 키가 작은 난쟁이 2명이 서 있었으며, 그것을 본 경관은 도망가기 시작했다. 그러자 UFO는 아랫부분에서 화염을 분출하며 순식간에 이륙한 후 날아갔다. 그 후 FBI의 조사에 따르면 사건 시간대에 다른 3건의 UFO 목격 제보가 있었고, 경관이 진술한 것과 마찬가지로 푸른색 섬광이 있었다고 기록되어 있다. 또한 UFO에 의한 모래땅의 자국과 탄 수풀의 흔적이 남았으나 어느 지구 상의 비행물체도 그러한 흔적을 만들 수 없다는 조사 결과가 나왔다.
- 육군 헬기를 끌어올린 UFO

1973년 10월 18일 밤11시 경, 미 육군 소속 헬기가 운행 도중 UFO와 거의 충돌할 뻔했던 사건이 있었다. 사건의 그 헬기는 오하이오주 맨스필드 상공 2천 5백 피트를 순항중이었다. 그런데 헬기 앞에 서쪽에서 남쪽으로 움직이는 빨간 불빛이 나타났으며 헬기를 향해 매우 빠르게 다가왔다. 헬기의 기능은 곧 마비가 되었으며, 빨간 불빛은 헬기 정면에 10초 동안 멈추어 섰다. 가까스로 정신을 차린 그 헬기의 탑승자 코인 대위는 분당 6백 미터로 하강하도록 조작된 헬기가 분당 3백 미터 상승 중이라는 사실을 알고 소스라치게 놀랐으며, 헬기는 지상 1.1킬로미터까지 상승한 후 다시 정상작동하였다.
- 한국에 나타난 UFO

1973년 충청남도 보령군의 한 시골의 초등학교에서 한 선생님과 절대다수의 어린이들에 의해 UFO가 목격되었다. 그들의 증언에 따르면, 산 위에서 갑자기 6개의 구름 덩어리가 밑으로 내려왔으며, 그 덩어리들이 한 덩어리로 뭉치더니 회전하며 타원형의 2개의 구름으로 나뉘었다. 그리고 구름이 걷히며 빨간색 물체가 나타났고, 그 비행물체들은 야산 중턱의 각각 다른 장소에 착륙했다. 잠시 후 그 비행물체들은 하늘을 가로질러 모습을 감추었다. 목격자들의 증언은 일치했으며 학교 관계자들뿐만 아니라 동네 주민들 중에서도 목격자가 약 30명 정도 나타났다.
- 여객기를 쫓아온 UFO

1984년 말 티리시(Tilisi)를 출발해 탈린(Tallin)으로 가던 에어로플로트(aeroflot) 8352기편 제트 여객기가 민스크에서 120 킬로미터 떨어진 곳에서 UFO의 추격을 받았다는 기사가 1985년 1월 30일 타스통신을 통해서 보도되었다. 그 항공기의 기장 이고르 체르카신(Igor Cherkasin)과 부기장 게나디 라쭈린(Gennadiy Lazulin) 외 2명의 승무원은 그들의 항로 가까이에 있는 크고 노란 별과 비슷한 것을 목격했으며, 그곳에서 광선이 내리쬐기 시작했다. 처음에 그 비행체는 지상에서 30킬로미터 이상의 높이에 있었던 것으로 추정되었으나 곧 하강하여 그 항공기와 같은 높이인 1만 미터 상공에 도달했고, 녹색 구름으로 형태를 바꾸었다. 이 녹색 구름은 이 여객기가 목적지에 착륙하기 직전까지 비행기를 쫓아왔으며, 그 물체는 서서히 레이다에서 사라졌다. 이 사건에 대한 조사 결과, 1985년 3월 소련 과학아카데미 특별위원회에서 이 사건은 UFO에 의한 것이라는 사실이 공식적으로 선언되었다.
- 요격기를 따돌린 삼각형 UFO

1990년 3월 30일 밤, 벨기에의 수도 브뤼셀에서 UFO 목격자 수십 명이 경찰본부에 알려왔다. 그와 동시에 브뤼셀 남단 글론스(Glons)에 설치된 나토(NATO)소속 레이다와 브뤼셀 서쪽 세머자(Semmerzake)에 설치된 레이다에 미확인 물체가 포착되었다. 이 두 레이다 기지들과 목격자들이 목격한 장소되는 서로 가까운 거리에 있었다. 그러나 이 비행물체에는 비행기의 정체를 레이다에 확인시키는 트랜스폰더(transponder)가 없었으며 이는 벨기에 영공에 대한 무단침입으로 간주, 곧 F16 요격기 2대가 출동했다. 그러나 F16이 이 UFO를 추격하자 이 UFO는 3천 미터 상공에서 1천 7백 미터 상공으로 1초만에 이동하였으며 다시 2백 미터 상공으로 이동하여 지상 레이다망을 벗어났다. 수많은 목격자들이 이 추격전을 목격했지만, 아무도 비행기가 낮은 고도에서 소리의 속도 이상으로 비행을 할 때 발생하는 소닉 붐(Sonic Boom)을 듣지 못했으며 유리창 파열에 대한 피해조차 보고되지 않았다.

## UFO 조사
오랜 시간 전부터 UFO에 대해서는 많은 조사가 이루어졌다. 미국, 캐나다, 영국, 일본, 페루, 프랑스, 벨기에, 스웨덴, 브라질, 칠레, 우루과이, 멕시코, 스페인 그리고 소련에서는 UFO에 대해서 다양하고 넓은 관찰과 과학적 엄밀함을 통해 조사를 해 왔다.
가장 잘 알려진 정부의 연구로는 스웨덴 군의 고스트 로켓 조사 (1946-1947), Project Bluebook (1947-1969), Green fireballs 대한 비밀 U.S. Army/Air Force Project Twinkle 조사 (1948-1951), 그리고 브라질 공군 Operation Saucer (1977) 이 있다. 프랑스는 우주 기관 CNES를 통해 1977년부터 조사를 하였다. 우루과이 정부도 유사한 것을 1989년부터 시행하였다.

### 서명 작전 (Project Sign)
1948년 시행된 Project Sign을 통해서 우주 연구에 대한 UFO 보고서들을 분류한 결과를 얻어내었다. 사적 기관이지만 높은 수준을 지닌 프랑스의 COMETA 연구 또한 1999년에 유사한 결론에 도달하였다.

### 마그넷 작전 (Project Magnet)
1952, 1953년에 시행된 Project Magnet의 보고서에서도 우주인의 기원에 대한 높은 가능성을 부여하고 있다.

### 청색책 작전 (Project Bluebook)
Project Bluebook의 과학적 조언자로 일했던 훈련된 우주비행사 J. Allen Hynek 은 처음엔 UFO 보고서들에 대해 회의적이었지만, 결국에는 많은 보고서들이 만족할 만큼 설명이 되지 않고 그가 “the cavalier disregard by Project Blue Book of the principles of scientific investigation.” 이라 묘사했던 것에 대해 강하게 비평적인 결론에 도달하였다. 정부 일을 떠나면서 그는 Center for UFO Studies 라는 사적 펀드를 개설하였는데, 그는 남은 인생을 모두 그 곳에 바쳤다.
Hynek 과 같은, Jacques Vallée는 과학자이며 현저한 UFO 연구자이다. 그는 대부분의 UFO 연구와 정부의 연구의 과학적 결핍을 지적해왔다. 그는 신화와 광신이 종종 현상에 대해 연결되어 있다고 주장하였으나, 수백의 전문적인 과학자들 – 그와 Hynek 모두가 들어있던 “the invisible college” – 은 계속 개인적으로 UFO를 연구할 것이라고 단언했다.

### 미국
FOIA에서 나온 수천의 문서들 또한 많은 미국의 정보국들이 UFO에 대해 모은 정보가 많다는 것을 알려준다. 이들은 Defense Intelligence Agency (DIA), FBI, CIA, National Security Agency (NSA) 등 많은 군 정보국들이다.

### 알려진 방법들
- 뉴멕시코 거주자, 지방 법 집행원, US 군 등을 포함한 The Roswell Incident (1947)에서 모은 UFO 충돌 방면에 대한 물리적 근거
- The Mantell UFO Incident January 7,1948
- The Betty and Bernay Hill abduction (1961)은 납치사건에 대해 처음 기술하였음
- 1965년 펜실베니아에서 일어난 the Kecksburg Incident는 종 모양의 물체가 지역에 떨어지는 것을 본 것에 대해 기술하였다. 경찰과 군 관계자가 조사를 위해 파견되었었다.
- Travis Walton 납치 사건 (1975): 영화 Fire in the Sky 가 이 사건을 토대로 하였으나 과한 윤색이 들어가있다.
- The “Phoenix Lights” , 1997년 3월 13일

### 캐나다
캐나다의 “the Department of National Defence”는 캐나다 전역에 걸쳐서 UFO에 대해 조사하고 관찰하고 기술한다. Duhamel과 Alberta의 crop circles 도 조사한다.
일찍이 캐나다는 Project Magnet (1950-1954)와 Project Second Storey (1952-1954)를 the Defence Research Board 에 기초하여 연구해왔다. 이 연구들은 우주의 기원을 지지하는 라디오 기술자 Wilbert B. Smith에 의해 진행되었다.
The Shan Harbour 사건 에서는 연속적으로 반짝이는 거대한 물체가 물에 들어가는 소리가 들렸다는 많은 증언들이 있다. 이 때 많은 기관이 연구에 착수하였지만 성과가 없었다.

### 프랑스
2007년 3월, 프랑스는 UFO 관찰과 다른 현상들을 기록하기 위해 Centre National d'Études Spatiales (CNES)를 창립하였다.
프랑스는 정부가 지원하는 가장 오래된 조사로써 프랑스 우주 위원회 CNES 등에서 우주 현상을 연구하고 있다. 6000여 개의 사건들 중 14% 정도가 미해결로 남아있다.
프랑스의 COMETA (1996-1999)는 사적인 연구 기관으로써 거의 대부분 우주 과학자들과 공학자들, CNES와 높은 수준의 프랑스 공군 정보 분석가를 회원으로 하는 기관이었다.

### 우루과이
우루과이 공군은 UFO 조사에 대해 1998년 이래로 2100여개의 케이스를 분석하였다. 그 중 오직 40여개의 사건만이 형식적인 설명이 부족하다. 최근에 모든 파일이 재분류되었다. 군 미사일 방해, 납치, 소 훼손, 물리적 착륙 증거 등을 포함한 설명 불가능한 파일들이 있다.

### Astronomet reports
미국 공군의 Project Blue Book에서 아마추어와 프로 우주비행사들이나 다른 망원경 사용자로부터 쓰여진 보고서는 전체 알려지지 않은 보고서의 대략 1% 정도라는 것을 알아내었다. 1952년, 우주비행사 J. Allen Hynek 은 Blue Book의 컨설턴트였으며 45명의 펠로우 우주비행사를 배출했다. 1970년에 우주 물리학자 Peter A. Sturrock 은 설문을 통해서 5% 정도가 UFO 관측을 한 적이 있다는 결과를 얻었다.

## UFO 현상의 과학적 탐구

### UFO 체험의 신뢰도(Possibility)
전 세계적으로 많은 사람들이 UFO를 목격했다고 주장한다. 그러나 이들 중 약 6% 정도만이 진짜 UFO라고 밝혀졌다. 따라서 신뢰도를 매기는 것이 중요한데, UFO 체험의 신뢰도는 목격자의 신분이나 정신적 능력, 이를 조사한 기관이나 사람의 자질, 그리고 이를 통해 확보된 물질적 증거의 차원으로 세분해서 평가할 수 있다.
이러한 항목들에 부합하여 UFO 목격에 신뢰를 주는 요건들을 살펴보면, 먼저 항공기 조종사나 과제요원 등과 같이 항공 분야에 매우 정통한 사람일수록 신뢰도가 높다. 또한, 다수가 동시에 목격해서 개인의 착각이나 환각의 가능성을 배제하면 신뢰도가 더욱 높아진다. 사진이나 레이다의 포착, 지면에 남긴 자국 등 물리적인 증거들이 뒷받침될 경우 집단 환각의 가능성을 배제할 수 있다. 또, 목격자뿐만 아니라 물리적 증거들조차도 전문가가 엄밀히 검사하지 않으면 그 진위를 구분할 수 없으므로 공인 받은 기관에서 증거들을 확인해줄 때 신뢰도가 매우 높다.

### UFO 체험의 기묘도(Strangeness)
UFO 기묘도는 UFO 운행의 특성과 형태, 그리고 목격자에게 끼치는 영향의 측면에서 생각할 수 있다. 첫째로, UFO 운행 패턴의 기묘도는 UFO가 목격자로부터 멀리 떨어져 있어 그 형태를 정확히 파악하기 어려운 경우 매우 중요해진다. 이런 먼 거리에서의 목격은 낮과 밤에 따라 야간 발광체와 주간 원반체로 나뉜다. 야간 발광체는 순간가속 및 정지를 자유롭게 하고, 음속 이상의 속도로 움직이면서도 소닉 붐을 내지 않거나 직각으로 회전하고, 순간소멸 등을 할 때 기묘도가 높다. 주간 원반체는 낙엽처럼 낙하하여 지표 가까이에 머물다가 목격자가 접근하면 빠른 속도로 수직상승할 때 기묘도가 높다.
다음으로 UFO 형태를 살펴보면, UFO는 크고 둥근 3형태와 원통주 형태로 분류된다. 종종 분리합체가 자유롭고 형태가 변하는 UFO가 목격되기도 한다. 또한, UFO가 발산하는 에너지가 비교할 수 없이 크다면 기묘도가 매우 높다고 할 수 있다.
또한, UFO의 근접 조우의 절반에 해당하는 사례에서 탑승자가 목격되었는데, 이 경우 UFO 탑승자의 모습이 인간을 닮긴 했지만 지구 상의 어느 종족과도 닮지 않은 존재들이 나타나서 희귀도가 매우 높다.

### UFO의 기묘한 운행 특성
UFO의 운행에는 기묘한 특성들이 있는데, 먼저 낮에 목격되는 UFO가 낙엽하강을 한다는 것이다. 이러한 낙엽하강운동은 물리법칙을 위배하지 않고, 기존 유체역학의 테두리에서 보면 별도의 추진기구가 없는 비행체가 하강 시 마치 접시가 물 속에 가라앉듯 내려오는 것이 에너지 효율이 가장 좋으며 균형 유지에도 유리하다는 것이다.
또, UFO는 음속을 돌파하더라도 소닉 붐을 일으키지 않는데, 이것은 겉보기에 물리법칙을 위배하는 것처럼 보인다. 아직 그 이유가 밝혀지지는 않았지만 UFO는 마하 6이 넘는 속도에서도 소닉 붐이나 어떠한 충격파도 일으키지 않는다.
또 다른 기묘한 운행 특성으로 순간가속과 순간정지 및 직각회전이 있다. 이것은 뉴턴의 관성 법칙을 어기는 것이다.
그리고 UFO는 특별한 추진 수단 없이 급가속하는데, 급가속 자체는 물리적으로 가능하나 어떤 추진 수단도 보이지 않는다는 점이 문제가 된다.
제임스 맥켐벨 박사는 전자기력 제어를 통해 관성을 0으로 만드는 것이 가능하다고 주장하는데, 이것이 사실이라면 순간정지와 순간가속, 급가속 등을 모두 설명할 수 있다.
또한, UFO는 목격자들에게 발견되면 홀연히 사라지는데 이는 소멸되는 것이 아니라 그 자리에서 비물질화된다는 것을 의미하고 이것은 질량보존법칙을 무시하는 것으로 현대 과학으로 상상할 수 없는 것이다.
사라지는 경우가 있긴 하지만 오히려 의식해서 움직이는 듯한 경우도 있다.
직선 비행을 하기도 하지만, 거의 대부분의 UFO는 불규칙적으로 보이기도 하는 움직임을 포함한다. 동영상이 끊어지듯이 움직이기도 하고, 비닐 봉지가 날아가듯이 움직이기도 한다. 두 대가 이중 나선형을 그리며 새처럼 움직이기도 한다.

### 지면에 접근한 UFO의 영향
UFO가 지면에 접근할 때 여러 가지 특이 현상이 발생하는데, 먼저 자동차의 엔진이 멈추는 현상을 들 수 있다. 이는 자동차뿐만 아니라 다른 전기기구들에도 사실상 마찬가지인데, 제임스 맥켐벨 박사는 실험을 통해 마이크로파 영역에 속하는 전자기파가 헤드라이트나 자동차 엔진을 정지시킬 수 있는 가능성을 증명했다.
또한, UFO는 지면에 자국을 남기는데, 착륙패드 자국, 둥근 자국, 환상의 고리, 새둥지 또는 밀밭 서클으로 나눌 수 있다. 이와 같은 자국은 2가지 이상의 종류가 복합적으로 나타나기도 한다.
다른 현상으로, 대규모 정전이 일어난다던가 목격자에게서 특이한 패턴의 화상 자국이 나타난다던가, 엄청난 빛과 열이 관측된다던가 하는 현상들이 있다.

### UFO의 형태
UFO는 그 형태 또한 미스터리인데, 첫 번째로 구름 형태의 UFO가 있다. 이 UFO는 언뜻 구름처럼 보여 의심을 사지 않다가 기묘한 운행을 하여 사람들을 놀라게 한다.
다음으로는 다변형성 UFO가 있는데, 이것은 형태를 계속 바꾸는 UFO를 말한다. 그 유형에는 세 가지가 있는데, 먼저 아메바 형은 단단한 구조물이 스스로 변하는 경우를 말한다. 두 번째는 분리나 합체가 일어나는 경우이고 세 번째 유형은 기묘도가 매우 높은 특성으로 그 형태가 완전히 다른 모습으로 바뀌는 것이다.
UFO는 무척 밝게 보이는 경우가 많은데 빛나기 때문만은 아니다. 어두운 부분은 아예 안 보이고, 빛을 내는 부분은 별빛처럼 보인다. 밝은 부분(광반사)은 인공적인 이미지처럼, 명암도 없고 빛이 가로등이나 별처럼 사방으로 나아가지도 않는다. 예를 들면 레이저도 손전등보다는 빛이 집중된다. 재질 자체가 광반사도가 높기 때문으로 생각된다.

#### 달 모양 UFO
UFO에 대해 모르는 사람이 보면 달이라고 생각할 수 있는 모양이다. 노란색으로 밝고 달무리가 보이지 않는다. 모서리에 약간 흐린 부분이 있다. 직선 비행을 하고 그다지 흔들리지 않는다. 높이 올라가면 별처럼 보인다. 유사 나선형으로 흔들거리며 상승하기도 한다. 급정지, 급가속하며 그 외엔 상승시를 제외하고 등속운동을 한다. 회전은 하긴 하지만 저속에서는 그다지 하지 않는다.

#### 정팔면체형 UFO
전체적인 형태가 정팔면체와 유사한데 원기둥에 원뿔 두 개를 합성한 것 같은 모양이고 원뿔 아래 부분에 초록색 라이트 같은 것이 둘러싸 있고, 중앙 원기둥 부분에 붉은 색 라이트 같은 것이 둘러싸 있다. 원기둥 부분은 어두워서 보이지 않고, 원뿔 부분은 밝고 금속처럼 보이며 은회색이다. 원뿔이 특이하게 회전하는데 위아래로도 회전하고 동시에 옆으로는 한방향으로만 회전한다. 해파리같은 생명체가 날아다니는 것 같은 느낌이 들 수도 있는데 중앙의 붉은 라이트가 눈 같은 느낌을 준다. 무척 유연하게 회전한다. 끊어지듯이 움직이며 지그재그로 움직이지만 크게 요동치지는 않는다. 비행 속도도 끊어질 때마다 다르다.

#### 짐벌 모양 UFO
짐벌 모양으로 노란색으로 밝다. 빛이 강하게 나는 느낌은 아니다. 곡선 비행하며 고리가 회전한다. 바람에 날아가듯이 비행하는데, 그래도 목표 지점으로 비행한다. 중앙 부분이 있을 것 같지만 어두워서 보이지 않는다.

#### 새 모양 UFO
노란색으로 빛나며 마치 새같은 모습이다. 2대가 있을 때 나선형으로 비행하기도 한다. 높이 올라가면 노란색 별처럼 보이고, 공간 이동을 하는 것 같기도 하다. UFO는 낮보다 밤에 잘 보인다. 그러나 본 적이 별로 없는 사람은 거의 대부분 봐도 모르거나, 관심 없거나, 별을 보고 착각하기도 한다.

## 피랍자 신드롬
- 납치자의 형태변형

피랍자들은 종종 자신이 납치되기 직전에 동물 혹은 사람을 목격한다고 증언한다. 사람들에겐 다가가면 이상한 자극을 준다.
- 휘틀리 스트리버 사례에서 피랍 직후 그가 떠올린 것은 올빼미 영상이었다.[32]
- 미국의 캐시 데이비스는 온 몸에 정전기가 일면서 갑자기 갈증을 느껴 음료수를 사려고 근처 가게로 갔을 때 그녀는 이상한 사람을 만났고, 곧 UFO에 피랍되었다.[33]
- 영국에서 길거리에 이상한 옷을 입은 사람이 묘한 미소를 띤 채 빠른 걸음으로 피랍자 카렌 옆을 지나쳐갔다. 이상하게 생각한 그녀가 뒤돌아보니 그는 감쪽같이 사라지고 없었다.[34]

왜 피랍자들이 이처럼 피랍 직전에 변형된 형태를 보는지에 대해서는 상반되는 의견이 있다. 데이비드 제콥스 교수는 그것이 피랍의 끔찍한 기억으로부터 자신을 방어하기 위한 스크린 메모리일 뿐이라고 한다. 한편 존 맥 교수는 실제로 UFO 탑승자들이 자신의 모습을 자유자재로 변화시키는 능력을 갖고 있다고 생각한다.
- 납치자의 모습과 분류

납치자들의 모습에는 다양한 종류가 있다. 인간형, 괴물형, 난쟁이형 또는 동물, 기계라고 증언된다. 납치자들은 자신의 모습을 마음대로 변형(변신)할 수 있다는 주장도 있으며, 같은 모습이지만 피해가 심하여 기억력이 스스로 조작하였다는 주장도 있다.
납치자들은 크게 난쟁이형, 인간형, 괴물형 3가지 형태로 분류된다.
외형과는 상관없이 모두 “유리창, 벽 천장을 자유자재로 통과하며 인간들에게도 잠시 동안 그런 능력이 생기도록 한다. 또한 그들 자신이나 사람들, 그 밖의 다른 물체들을 잠시 동안 보이지 않게 할 수도 있고, 빛을 동반하여 순간적으로 눈앞에 나타날 수도 있다. 그들은 인간의 마음을 마음대로 조절하는 것처럼 보인다. 또 이들에게 납치된 후 초능력이 생겼다는 보고가 많다. 이런 점들 때문에 피랍자들은 종종 이들을 신과 인간 사이의 매개자인 천사로 생각한다.
- 난쟁이형

키가 작고 추하게 생긴 납치자들을 난쟁이형이라 부르며 주류를 이룬다. 키는 100~160cm 사이이고 큰 서양배 형태의 머리에 크고 둥근 눈, 가늘게 찢어진 코와 입, 머리털이 없다. 그들은 또한 주름진 회색 피부에 검거나 녹색 유니폼을 입었다고 보고된다. 형태는 피랍자들에 의해서 여러 가지로 보고되는데, 특히 머리 모양헤 대해서 램프처럼 둥글다거나 빗방울, 또는 버섯 모양으로 묘사된다. 대표적인 난쟁이형 외계인 피랍은 ‘휘틀리 스트리버 사건’, ‘베티 앤드리슨 루카 사건’, ‘캐시 데이비스 사건’을 들 수 있다.
- 인간형

인간형 납치자들은 전체 피랍사례의 25% 정도이다. 외형적인 특징이 인간과 흡사하다.
남미의 경우 이들 인간형 납치자들은 주로 성적 접촉을 목적으로 사람을 납치한다. 하지만 유럽의 경우에는 매우 친절하며 인간과 철학에 대해 논하기를 좋아하고 인류를 위한 메시지를 남기는 경우가 거의 대부분이다.
대표적인 사례로는 ‘보아스 발라스 사건’, ‘디오니시모 랑카 사건’, ‘신시아 애플톤 사건’이 있다.
- 괴물형

전체의 10% 정도에서 괴물형 납치자들이 나타난다. 이들은 짐승이나 로보트 형태, 또는 이들이 복합된 매우 이상한 모습을 하고 있으며 무표정하고 과묵하며 기계적인 행동이 마치 수동적으로 보인다.
대표적인 사례로는 미국의 ‘힉슨 파커 사건’, 미국 ‘파르고 S부인 사건’, 미국 ‘애리조나주 캠핑 사건’ 등이 있다.
- 잃어버린 시간 신드롬

피랍자들은 거의 대부분 자신의 피랍을 기억하지 못한다. 그들이 기억하는 것은 UFO 목격이 고작이다. 이런 사실은 자동차를 타고 가다 납치되는 경우 즉시 깨닫는데, 집에 도착해 보니 평소 걸리던 시간보다 한두 시간 더 걸렸다는 것이다. 이것을 ‘잃어버린 시간 신드롬(Missing Time Syndrome)’ 이라고 한다. 이에 대한 근거는 역행최면을 통해서 알 수 있다.

### UFO 안에서
UFO 안으로 끌려들어간 피랍자들은 여러 체험들을 최면요법을 통해 밝힌다. 그 체험은 여러 측면에서 매우 유사하다. 과연 그들이 어떤 체험을 하는지 알아보자.
- UFO 안의 극도의 추위

피랍자들은 그의 피랍 체험에서 흔히 얼음장처럼 차가운 느낌을 받는다. 임상의인 Aphrodite Clamer 박사는 UFO 피랍자와 다른 환자들 사이의 중요한 차이점으로 최면 요법중에 느끼는 추위를 들고 있다.
캐시 데이비스는 최면 상태에서 피랍 직전 극도의 추위를 호소하기 시작했다. (p. 241) 마찬가지로 존 맥 교수가 조사한 에바도 피랍될 때 온 몸에 따끔따끔한 감각을 느끼며 동시에 방 안이 매우 춥다고 호소했다.

### 피랍체험의 영향
- 피랍자 몸에 새겨진 홍적반

대부분의 피랍자들 몸에는 이상한 마크가 존재한다. 피랍자들의 마크는 다음과 같은 특징을 나타낸다. 첫째, 그 흔적은 매우 깊지만 결코 피가 흐르지는 않는다. 둘째, 피랍자들은 그 흔적으로 인한 아픔을 느끼지 않는다. 셋째, 이들이 잠옷이나 블루 진(파란 청바지), 또는 셔츠를 입고 있었어도 옷에는 아무런 엉김이 없이 몸에만 상처가 난다. 이 사실은 피랍자들의 신체 검사시에 그들이 옷을 벗고 있었다는 기억을 지지하는 증거로 보인다.
형상으로 볼 때, 몸에 나타난 마크는 크게 2종류로 분류된다. 그 첫 번째는 3~10 센티미터 길이의 길다란 상처이고 다른 한 종류는 4~20 밀리미터의 지름에 8밀리 깊이의 둥글고 움푹 팬 자국이다. 이런 흔적들은 피랍자들의 잃어버린 시간 체험 후에 나타나며, 일반적인 상처와는 그 특성이 매우 다르다.

### 피랍 체험의 과학적 조사와 증거들
- 임상 전문의의 소견

영국의 임상 심리학자인 아프로디테 클레마(Aphtodite Clamar)는 20명의 피랍자들에게 최면요법을 실시한 후 다음과 같이 말했다.
나는 그 체험이 사실인지 아닌지 단정할 수 없다. 잘 모르겠다. 하지만 모든 상황이 뭔가 이상하고 알려지지 않은 사건이 발생했다는 사실을 믿지 않을 수 없게 한다. 그들에게 뭔가가 발생했다. 우리들 중 누가 이 사실을 부인할 수 있겠는가?

클래마와 홉킨스의 공통점은 피랍자를 대상으로 여러 실험을 한 것이다. 하지만 둘은 외계인의 여부에 대한 의견이 달랐다. 클래마는 홉킨스와 달리 피랍자들의 UFO 피랍 체험에 진짜 외계인이 관여되어 있다고 생각하지는 않았다. 그녀가 내린 결론은 단지, 피랍자들이라고 일컬어지는 사람들에게서 나타나는 증세가 알려져 있는 어떤 유형의 정신적 증세와도 구별된다는 것이다.
클래마는 또한 자신이 검사한 피랍자들을 대상으로 다음과 같은 철저한 검사를 실시했다. 기하학적인 도형을 묘사하는 벤더 시각운동 게슈탈트 테스트 (Bender Gestalt Test), 웩슬러 성인용 지능 테스트 (Wechsler Adult Intelligence scale), 잉크자국을 해석시키는 로샤하 (Rorschach) 테스트, 그리고 개인의 인격을 그려내 거짓말 경향을 조사하는 미네소타 다면 인격 테스트 (Minnesota Multiphasic Tests) 등이 포함돼 있었다. 이 실험들은 홉킨스 또한 실시하였다. 뉴욕 심리학자 엘리자베스 슬레이터 (Elizabeth Slater)는 이 실험들을 주도했었다. 그는 조현병 환자로 판명된 2명을 제외하고는 피험그룹 전원에게 특별한 정신기능 장애가 없었다고 보고했다.
- 피랍 체험의 객관적 증거

피랍자의 몸와 옷에 종종 생기는 핏자국과 이상한 홍적반 마크들, 피랍자들의 집뜰에서 발견되는 둥근 원 모양의 UFO 자국들, 피랍자 콧속에서 발견됐다는 작은 유기 합성물이나 금속물들 등의 주장은 많은 피랍자들과 연구자들이 내세우고 있다. 하지만 이것들은 당연하게도 피랍사건의 객관적 증거를 확보하기에는 부족하다.
피랍자건의 객관적 증거를 확보하기 위해 제콥스 교수는 피랍자들을 대상으로 VCR을 이용한 실험을 했다. 그의 실험 목적은 피랍자의 피랍 체험을 비디오 카메라에 기록하는 것이었다. 그런데 VCR이 피랍자의 침실에 설치되자 더 이상의 피랍사건이 발생하지 않았다. 하지만 그가 다른 지방에 볼 일이 있어서 며칠간 여행을 할 때 거기에서 피랍을 당하는 사건이 발생하곤 했다. 스스로 카메라를 끄는 등의 행동을 했던 사람은 나중에 최면 상태에서 납치자가 비디오 촬영 영역 밖에서 그에게 비디오를 꺼버리도록 텔레파시로 지령했다고 털어놓았다.
이처럼 영상에 피랍 현장을 담는 것은 불가능하다. 이는 기억을 잃는다는 공통적인 이유 때문이므로, 객관적인 증거는 기억을 잃지 않은 목격자가 있어야 한다. 1979년 11월 26일 새벽에 객관적 증거가 될 뻔했던 사건이 있었다. 그날 새벽 프랑스 퐁트와즈(Pontoise)에서 20대 청년 프랑크 퐁텐은 그의 친구 둘과 차에 있었다. 그때 그의 친구 둘은 퐁텐이 탄 차가 하얀 수증기에 둘러싸인 것을 보았다. 이 안개 뭉치는 원통형 UFO로 들어갔으며, 차 안에는 더 이상 프랑크가 없었다. 경찰은 그가 병역을 기피하기 위해 잠적한 것으로 단정하고 인근을 철저히 수색했으나 그를 찾을 수 없었다. 그가 돌아온 것은 1주일 후였다. 피랍의 가장 완벽한 조건으로 객관적 증거가 있는 것처럼 보이는 이 사건은 그 후 퐁텐 스스로가 꾸민 짓이라고 밝히는 바람에 GEPAN에 의해 모두 거짓으로 결론지어졌다.
- 피랍 체험의 주관적인 증거들

피랍 체험의 주관적인 증거들은 매우 많이 있다. UFO 피랍의 거의 대부분은 육체와 분리된 정신의 피랍이다. 하지만 주관적인 증거들은 UFO에 대한 몇 가지 설 들에 대한 언급 뿐이다.

## UFO 신드롬

### 정의
어떤 명백한 원인이 주어지지 않은 채 여러 증상의 복합체로서 개인에게 정신적∘신체적 위해를 가하거나 사회적 현상을 야기시키는 것에 대해 흔히 ‘신드롬’ 또는 ‘증후군’이라는 표현을 사용한다. 이 단어를 이용하여 항공기 조종사, 의사, 과학∘기술자, 사업가 등 사회적으로 안정된 신분의 정상적인 사람들이 하늘에서 이상한 물체를 본다고 믿는 것을 UFO 신드롬이라고 한다. 그들은 그 비행물체가 기존의 비행체로서는 흉내도 낼 수 없는 아주 특이한 비행 유형을 보인다고 주장한다.

### UFO 신드롬의 종교적 성향
몇몇 지식인들은 UFO 신드롬이 전하는 본질적인 메시지가 ‘새로운 믿음의 형성’이라고 본다. 왜냐하면, 제 2차 세계대전 이후 UFO 신드롬만큼 매우 짧은 시기에 이토록 광범위한 믿음을 형성했던 예는 찾아볼 수 없기 때문이다. 특히, 합리주의와 실용주의를 자랑하는 세계 최고의 과학문명국 미국에서 전 국민의 절반 이상이 과학계에서 인정하지 않는 존재를 믿었던 일은 일찍이 그 유례를 찾아볼 수 없다. 혹자는 종교적 믿음과 외계인에 대한 믿음이 질적인 측면에서 전적으로 다르다고 지적할지 모르지만 많은 사람들이 우리의 상상을 초월한 고도의 문명을 지닌 외계인에 의해 인류가 창조되었을지도 모른다고 믿거나 그들이 지구의 파멸에서 인간을 구원해줄 것이라고 믿는다면 그것은 종교적 믿음과 본질적으로 다를 바가 하나도 없다.
오스트리아 아델레이드 대학 물리학과의 폴 데이비스 교수는 UFO 현상이 오랜 기원을 갖는 인류의 원시적 믿음과 관련이 있다고 주장한다. 즉, 고등종교가 과학문명에 밀려 세력을 잃고 있는 시점에서 좀더 세련된 모습으로 등장하는 복합적 유형의 원시종교라는 것이다.
한편 카를 융은 UFO 신드롬에서 고등종교의 모티브를 발견했다. 그는 UFO 신드롬을 구성하는 인류의심리영역을의식과무의식부분으로구분하고, 전자로부터 외계인과 우주선에 대한 루머나 추측이 발생하고 후자로부터 신화가 싹튼다고 말했다. 즉, 융의 입장에서 보면, 외계인 소동은 우주과학시대가 만들어낸 의식의 산물일 따름이고, 집단적으로 하늘에서 이상한 둥근 물체를 보게 되는 것은 오래전부터 전환기 때마다 무의식에 의해 발생해온 전통적인 신화 구조인 것이다.
즉 과거에는 집단무의식이 신의 형태와 계시로 나타났다면, 신과 종교에 대한 믿음이 절대적이지 않게 된 오늘날에는 집단무의식이 UFO와 같은 과학적인 모습을 띤 형태로 나타난다는 것이다. 하버드 대학의 천체물리학 교수였으며 미 공군 프로젝트 블루북 자문을 맡았던 도널드 멘젤 교수는 신화란 세월이 흐르면서 대개 그 기원이 잊혀지는 이야기로, 어떤 믿음이나 관측 또는 자연현상을 설명하기 위해 고안된 것인데, 특히 후자의 경우가 주종을 이룬다고 말했다.
한편 코넬 대학 천문학과 칼 세이건 교수는 UFO 현상이 과학적 측면보다는 소원 성취의 종교적 필요성 측면에서 흥미로운 양상을 띤다고 말하고 있다. 즉, 비행접시는 과학이 몰아낸 신의 자리를 메우는 역할을 어느 정도 하고 있다는 것이다.
UFO 신드롬에 관련된 네 석학의 공통적인 견해는 그것의 기원이 구약시대까지 거슬러올라가는 종교적 신화라는 것이다. UFO 신드롬은 지난 역사의 주요한 숭배교 운동과 동일한 모티브와 메커니즘을 갖고 있다. 이러한 사실들은 UFO 신드롬이 종교 발생에 대한 가장 확실한 모델이 됨을 의미한다.

## 과학적 해석
UFO가 나타났을 때 일어나는 물리학적인 변화는 수많은 국가들의 군사시설에서 연구가 이루어졌다. 이에 대한 관찰 결과는 아래와 같다.
- UFO가 착륙한 흔적에서, 지면의 변화를 관찰할 수 있었는데, 탈수되고 타고 남은 바닥의 흔적, 타고 부러진 나뭇잎, 자기장의 이상 변화, 방사능 수치의 증가, 금속 자국 등이 존재했다.
- 사람과 동물들에게 생리학적인 변화를 일으켰는데, 일시적인 마비 증세, 피부 화상 또는 피부 발진, 각막 손상, Cash-Landrum 사건의 경우 방사능 피폭 증상까지도 나타났다.
- 소와 같은 동물의 신체 일부가 깨끗하게 절단되어 사라지는 현상 UFO에 의해 일어난 현상으로 해석되고 있다.
- 식물에게의 영향으로는 성장 촉진 또는 억제, 씨앗의 유전적인 변화, 변형된 줄기 마디 등이 있고, 이들이 모여서 미스테리 서클과 같은 현상을 초래한다.
- 강력한 전자기적인 간섭 현상으로 인해 항공기간의 연락을 두절시키고, 제트기의 미사일과 같은 공격무기를 고장시키기도 한다.
- 비정상적인 방사능 수치가 관측되기도 한다.

UFO를 체험했다는 사람들의 증언들에 대해, 그것들이 외계의 지적인 생명체의 행동이 아닌 자연스러운 과학적 현상이라고 설명하려는 가설들 또한 존재한다. 대표적인 세 가지 가설으로는 구전 현상 가설, 지구에너지 가설, 전기 과민 알레르기 가설 등이 있다.

### 구전 현상 가설
첫째로, 구전 현상 가설의 경우 UFO의 불규칙적인 행동과 색상, 전자기적인 효과를 통해 그것은 플라스마 구체 또는 구전(Ball lightning)이라고 주장했다. 이들은 5~10만 볼트의 매우 강한 전기장을 형성하여 방전되면서 플라스마를 형성하고 소멸하면서 UFO로 인식되었다는 주장이다. 실제로, 구전 현상을 UFO로 오인되는 사례도 있지만, 주먹만한 구전체의 크기와 맑은 날의 UFO현상을 설명하지 못한다.

### 지구 에너지 가설
마이클 퍼싱거가 주장한 지구 에너지 가설에 의하면 지구상에 산재한 크고 작은 지각 균열대에서 전자기파의 형태로 에너지가 방출되고, 이들이 대기중에서 플라즈마 상태를 형성하여 전자기파를 발산한다는 것이다. 이 설명에 따르면, 전자기장으로 인한 피부가 따끔따끔하는 등의 생리적 변화와 환상과 같은 변화를 설명할 수 있다. 또한, 이러한 전자기장이 교란되면서 이온화된 플라즈마 소용돌이를 형성하게 되고, 이로써 풀밭이나 밀밭에 형성된 UFO 착륙 자국을 설명한다. 하지만, 기본적으로 이러한 전자기 효과에 의한 가설들은 밝게 빛나는 UFO현상만을 설명할 수 있을 뿐 맑은 날 낮에 등장하는 경우는 설명하지 못한다.

### 전기 과민 알레르기 가설
마지막으로, 전기 과민 알레르기에 의한 설명이 경우, 어린 시절 강력한 전기 쇼크에 노출되었던 사람들은 약한 전기적 자극에도 민감하게 반응하며, 환각 또한 일으킬 수 있게 된다. 따라서, 이러한 전기 과민 알레르기를 가진 사람들이 TV나 라디오, 자동차 속의 무선 장비 등에 노출되면 어디에서든 환각을 일으킬 수 있다는 것이다.
이러한 UFO 현상을 자연적인 현상으로 설명하려는 가설들은 오늘날의 UFO 현상을 완벽하게 설명하는 데 무리가 있다. 이러한 가설들로는 기본적으로 자동차의 시동을 멈추게 하고 다시 작동시키며, 엽록소를 증발시키거나 하는 기이한 현상은 물론, 체험자들의 일치하는 증언들을 설명할 수 없다.

그 이외에도, UFO 현상에 대해 외계인이 아닌 나치스의 비밀 무기라는 주장이나(미국이 UFO 연구 과정에서 사실이 아님을 확인했다.), 외계가 아닌 해저의 지적 생명체로부터 나왔다는 주장도 존재한다. 그러나 물속에서는 불을 피울 수 없으며, 철 등이 부식 되기 때문에 문명 발전이 사실상 불가능하다.

## 회의론
하지만, UFO 현상에 대해 과학적이지 않다는 회의론 또한 존재한다. 대표적으로, Committee for Skeptical Inquiry (CSI) 라는 그룹은 수 년 간 UFO에 대한 비판적인 연구를 진행하였는데, 실제로 일부 미스테리 서클이 인간에 의해 만들어졌다는 사실을 발견했다. 천문학과 천체 물리학 연구 교수인 Thomas Djamaluddin는 UFO현상이 과학적으로 밝혀지지 않았다는 것을 인정하지만, 이에 대한 학문이 과학으로 인정될 수는 없다며 INASA에서는 이를 사이비 과학으로 분류하고 있다고 말했다. 이러한 주장들은 나름의 과학적 증거를 포함하고 있는 것이 사실이나, 실제로 UFO가 찍힌 동영상이나 사진에 대해서는 억측이 있다. 또한 회의론자들은 거의 대부분 자연현상과 관련지어 반박을 하는데(실제로 많은 증거들이 자연현상이나 조작으로 밝혀졌다.) 조작이 아닌 증거들에 대해서는 명확한 반박이 없으며, 수 많은 내부고발자나 증언자들에 대해서는 아무런 입장을 내놓지 않았다.

## UFO의 특성에 대한 가설
UFO의 비물질적인 특성들은 대표적으로 다음과 같은 경우들이 있다. 이러한 특성들에 대한 현대과학으로의 설명은 다음과 같다.
- 음속 돌파를 하는 데도 일어나지 않는 소닉 붐과 소음: 프랑스 국립과학연구소(CNRS)의 플라즈마 물리 연구실 책임자인 장 피에르 프티 교수에 의하면, 강력하고 정교한 전자기파의 제어를 통해 라플라스의 힘을 끌어내어 충격파를 없애는 기술이 가능하다고 한다.[66]
- 추진체 없이 가속하는 운동 방식과 순간 가속, 직각 회전: 이러한 순간 가속과 직각회전이 가능할 수 있는 경우는 물리학 법칙에 의하면 가속도가 무한대일 경우에만 해당한다. 하지만 이러한 경우는 지구상의 기술로는 구현이 불가능하다.

- 이밖에도 UFO의 불이 켜지고 꺼지듯 일어나는 소멸, 등장현상과 합체, 분리 현상 등과 같이 아인슈타인의 4차원 시공간 개념으로도 설명할 수 없는 현상들이 일어나기도 한다.[68]

## UFO의 기원에 대한 가설

### 외계 가설
UFO가 외계에서 왔다는 가설이다. 사전적으로, UFO는 미확인된 비행 물체를 통칭하는 단어이지만, 현대에 들어서는 UFO가 외계인의 우주선과 거의 유사한 의미로 사용되고 있다. 하지만, ETV (ExtraTerrestrial Vehicle)이라는 단어가 UFO와는 별개의 외계인의 우주선이라는 의미로 사용된다. 외계 가설의 지지자들은 이러한 물체가 기술적이고, 초자연적인 현상과 동반되어 나타난다고 말한다. 또한, 지구에서는 찾아볼 수 없는 비행체의 비행 기술과 형태를 띠고 있으며, 이는 기존의 과학을 뛰어넘는 알 수 없는 기술력을 가지고 있다고 설명한다.
현대 과학에 따르면, 지구가 더 이상 우주의 중심이 아니며, 수많은 별들 중 하나에서의 행성에 불과하다. 이러한, 가정을 기반으로 생명체가 지구에만 존재할 이유는 없다. 따라서, 이러한 지능생명체가 나타나는 현상에 대한 물리학적인 분석을 할 수 있는데, 이에 대한 대표적인 예로는 드레이크 방정식이 있다. 드레이크 방정식에 따른 우리 은하 내의 문명 수는 약 백만 개에 육박하고, 문명 간 평균 거리는 150광년이라는 계산이 나온다. 이에 따라 일부 과학자들은 지구가 충분히 외계 문명과 접촉이 가능하다고 해석한다.

### 초심리 가설
초심리학에서 연구하는 영역은 초감각 지각과 염력으로 나눌 수 있는데, 초감각 지각의 경우 예지, 투시, 정신감응 등과 같은 현상을 포함한다. 듀크 대학의 라인 교수는 무작위적인 경우의 수학적 확률이 인간의 정신력에 의해 유의할만한 빗나감을 초래할 수 있다는 것을 보였다. 또한, 이전에도 초감각적인 현상, 예견이나 투시 능력을 가진 사람, 폴터가이스트 현상 등 물리학적으로 설명이 불가능한 현상들이 존재했다. 초감각 가설은 이러한 현상들을 통해 초감각은 물리학적인 법칙을 거스를 수 있고, 이를 통해 UFO의 비물질적인 현상을 설명한다는 가설이다.

## 관련 기록 및 보도
- 2008년 10월 13일 대한민국의 언론들은 2008년 10월 12일 광화문 상공에 나타난 미확인 비행 물체에 관하여 보도하였다.[75]
- 2010년 10월 7일 중국 상공에 UFO(미확인비행물체)가 지나가는 모습이 포착돼 공항이 일시 폐쇄되는 일이 벌어졌다.[76]
- 2011년 8월 17일 대전 MBC는 “대전 도심의 한 주택가에서 빛을 내는 물체 약 20여 개가 대열을 갖춰 무리지어 이동했다.”고 전했다.[77]
- 2012년 1월 10일 아르헨티나의 코리엔테스주에 있는 축구경기장에서 UFO 발견 역사상 가장 가까운 거리에서 가장 선명하게 UFO가 발견되었다. 이는 아르헨티나 하부리그 프로축구클럽인 차코 포레버팀의 감독인 아리엘 메디나와 코치인 파비오 발라레알이 최초로 발견하여 차코 포레버 구단의 홍보팀이 이 UFO의 촬영에 성공했다.[78]
- 트라이버튼의 온라인 설문조사[79]에 따르면, 응답자의 42.7%가 외계인의 존재를 믿는다고 답변했다.

## 같이 보기
- 미확인 수중물체(USO)
- 미확인동물학(신비동물학)
- 외계 생물
  - 페르미 역설
  - 동물원 가설
- 에어리어 51
- 근접조우
- 외계 행성
  - 슈퍼 지구
- SETI
- SETI@home
- 반중력
- 미스터리 서클